# Donna Tartt
Donna Tartt (ur. 23 grudnia 1963 w Greenwood, Missisipi) – amerykańska pisarka, autorka trzech powieści, pisanych latami.
Donna Tartt urodziła się w Greenwood i dorastała w położonej w pobliżu Grenadzie. Po roku studiów w Missisipi przeniosła się do Bennington College w Vermoncie (1982-1986). Studiowała tam razem z Bretem Eastonem Ellisem.

## Powieści
Jej pierwsza powieść, Tajemna historia, która pisana była od 1983 roku, a ukończona i opublikowana została dopiero w 1992 roku, stała się bestsellerem. Opowiada ona o grupie studentów college’u, którzy łączą w sobie intelektualne wyrafinowanie (fascynacja kulturą starożytną) z zamiłowaniem do niebezpiecznych zabaw. Efektem są dwa morderstwa.
Mały przyjaciel to powieść z zagadką kryminalną, której akcja dzieje się na południu USA w połowie XX wieku.
Szczygieł opowiada o małym nowojorczyku Theodorze (Theo) Deckerze, który traci matkę w zamachu terrorystycznym na Metropolitan Museum of Art. Tytuł trzeciej powieści Tartt nawiązuje do obrazu Szczygieł Carela Fabritiusa.
- The Secret History (1992; wydanie polskie: Tajemna historia, tłum. Paweł Witkowski, Zysk i S-ka 1994).
- The Little Friend (2002; wydanie polskie: Mały przyjaciel, tłum. Paweł Lipszyc, Zysk i S-ka 2003).
- The Goldfinch (2013; wydanie polskie: Szczygieł, tłum. Jerzy Kozłowski, Znak literanova 2015).

## Nagrody
- 2003 WH Smith Literary Award(inne języki) za powieść Mały przyjaciel
- 2003 Orange Prize nominacja za powieść Mały przyjaciel
- 2013 National Book Critics Circle Award(inne języki) nominacja w kategorii powieści za książkę Szczygieł[1]
- 2014 Baileys Women's Prize nominacja za powieść Szczygieł[2]
- 2014 Nagroda Pulitzera za powieść Szczygieł
- 2014 Andrew Carnegie Medal for Excellence in Fiction za powieść Szczygieł[3]
- 2014 Malaparte Prize za powieść Szczygieł